# Kurt Daell
Kurt Daell, tidligere Hauptmann (født 22. marts 1941 i Østrig, død 5. maj 2025) var en dansk erhvervsleder, som ejede Harald Nyborg, Daells Bolighus, Jem & fix og Daells Varehus. Far til to sønner, deraf direktør og musiker Erling Daell.
Kurt Daell kom til Danmark første gang i 1946 på rekreation, arrangeret af Red Barnet. Året efter kom han tilbage igen, hvor han kom til at bo hos Ingeborg Daell, enken efter Christen Daell, som endte med at adoptere drengen og en dansk pige. Efter en elevtid på skoleskibet Georg Stage, blev han student fra Ordrup Gymnasium, for derefter at blive cand.jur. fra Københavns Universitet i 1973. Efter endt advokatuddannelse blev han i 1975 ansat i varehuset.
Han døde ifølge familien efter kortere tids sygdom den 5. maj 2025.